# Weinstetten (Staig)
Weinstetten ist ein Ortsteil der Gemeinde Staig im Alb-Donau-Kreis in Baden-Württemberg. Am 9. Oktober 1972 wurde die Gemeinde Weinstetten in Staig umbenannt.
Das Dorf mit circa 320 Einwohnern liegt im Reichenbachtal.

## Geschichte
Weinstetten wird 1350 erstmals überliefert. Der Ort gehörte zur Grafschaft Kirchberg. Nach 1350 kamen deren Lehen an die Familien von Brunnen, von Schwendi, von Stoffeln zu Justingen und von Ulmer Bürgern an das Kloster Wiblingen. Dem Kloster stand die Niedere Gerichtsbarkeit zu.
Alle anderen Hoheitsrechte und der meiste Grundbesitz gehörten bis zur Mediatisierung zur Grafschaft Kirchberg und fielen mit ihr 1806 an Bayern. 1810 kam Weinsteten an Württemberg und wurde dem Oberamt Wiblingen unterstellt.
Kirchlich gehörte Weinstetten immer zur katholischen Pfarrgemeinde Staig.

## Sehenswürdigkeiten
- Wendelinuskapelle, erbaut 1640